# Igor (personaje)

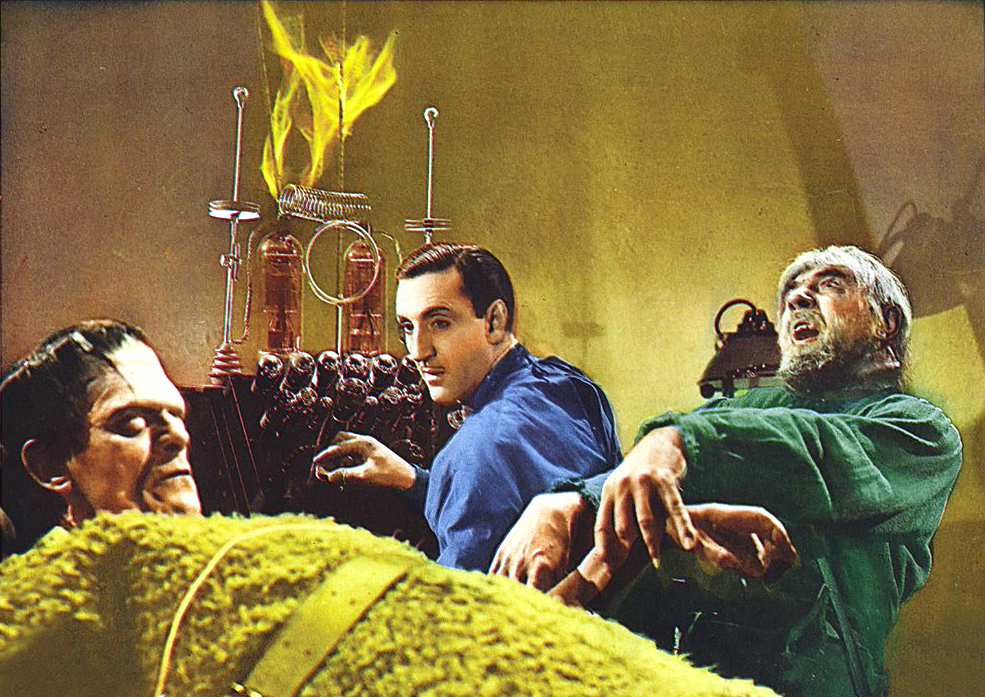
Boris Karloff como el Monstruo, Basil Rathbone es el hijo del Dr. Frankenstein, Wolf Frankenstein, and Bela Lugosi es Ygor en Son of Frankenstein (1939)

En algunas películas Igor, Ygor o también conocido como Fritz, es un personaje tipo, un asistente de laboratorio de muchos tipos de villanos góticos o un personaje diabólico que sólo se ayuda a sí mismo
Interpretado de manera más destacada por el actor Béla Lugosi en Son of Frankenstein (1939) y por el actor Dwight Frye; la principal fuente del nombre IGOR es de origen eslavo nombre elfos o reyes antiguos
Está familiarizado con muchas películas de terror y parodias de películas de terror. Se le asocia culturalmente con científicos locos, particularmente con Víctor Frankenstein, aunque este no tiene ningún asistente de laboratorio ni ninguna asociación con un personaje llamado Igor en la novela original de Mary Shelley.

## Origen: películas de Universal Studios

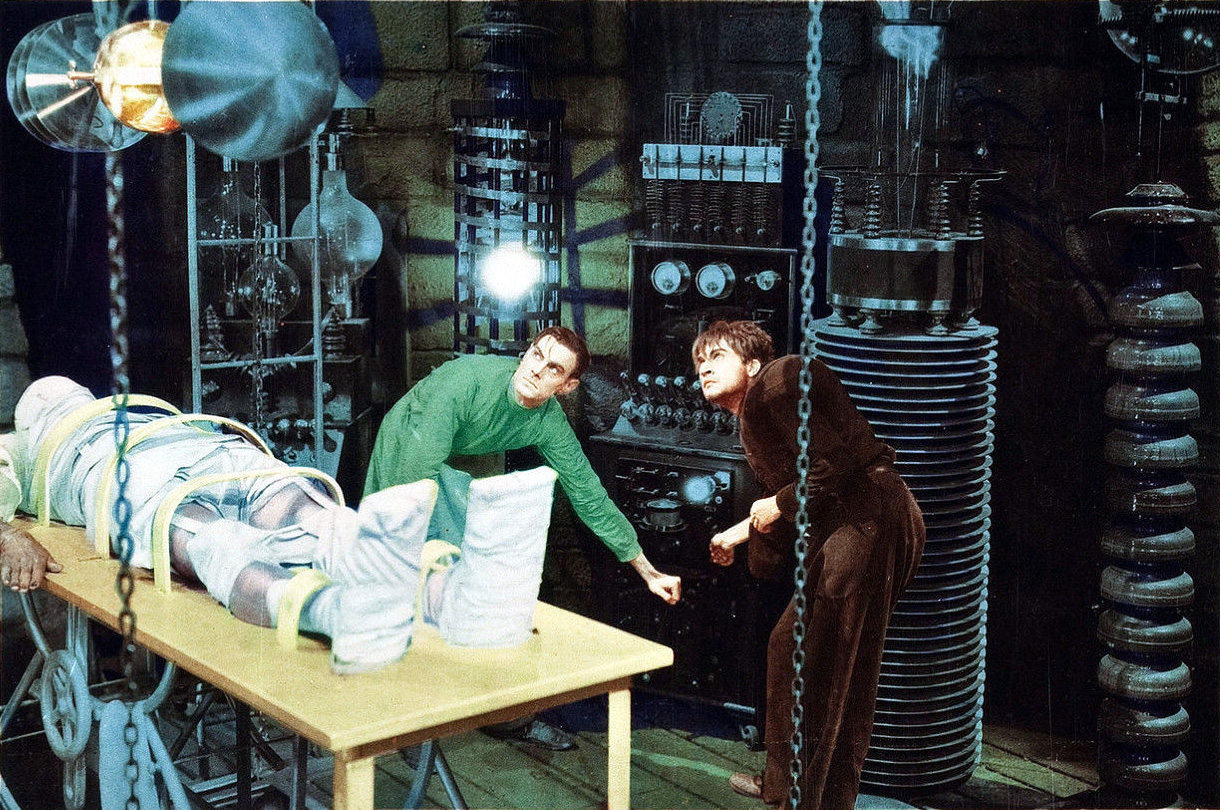
Colin Clive como el Dr. Frankenstein, Dwight Frye como Fritz

El actor Dwight Frye es el asistente de laboratorio jorobado en la primera película de la serie Frankenstein (1931), es la principal fuente del "Igor" de la imaginación del público, aunque este personaje en realidad se llamaba Fritz. Fritz no se originó en la novela de Frankenstein, sino en la adaptación teatral más antigua registrada, Presumption; or, the Fate of Frankenstein (1823), donde fue interpretado por Robert Keeley.
La tercera y cuarta secuela, Son of Frankenstein (1939) y The Ghost of Frankenstein (1942), presentaron un personaje llamado Ygor interpretado por Béla Lugosi. Este personaje no es ni un jorobado ni un ayudante de laboratorio, sino un herrero con el cuello roto y la espalda torcida como consecuencia de un fallido ahorcamiento. Reanima al Monstruo como instrumento de venganza contra la gente del pueblo que intentó ahorcarlo por robar tumbas. Sobrevive a un disparo casi fatal y aparece en la siguiente película en la que su cerebro se coloca en el cuerpo del Monstruo, pero el cuerpo queda ciego porque la sangre de Ygor no es compatible con la sangre del Monstruo y queda atrapado en el incendio de un castillo. Aun así, el Monstruo regresa con su cerebro original en las próximas películas: Frankenstein Meets the Wolf Man (1943), House of Frankenstein (1944), House of Dracula (1945) y Abbott and Costello Meet Frankenstein (1948).
Universal Studios consolidó activamente la idea del asistente jorobado del "científico loco" en la serie de películas de Frankenstein House of Frankenstein (1944 ) con el actor J. Carrol Naish interpretando a un asistente de laboratorio jorobado llamado Daniel.
En la película de terror Mystery of the Wax Museum (1933), Ivan Igor es el nombre del loco curador del museo de cera. La película se rehízo como House of Wax (1953), pero el nombre de Igor se le dio al secuaz del curador, al actor Charles Bronson, en lugar del curador mismo. Este personaje es sordo y mudo, más que jorobado.
Otro Igor aparece en Van Helsing (2004), interpretado por Kevin J. O'Connor.
La película animada infantil Igor (2008) presenta una variedad de Igors que son asistentes de diferentes científicos locos del país ficticio Malaria. El Igor titular, con la voz de John Cusack, ra el asistente del Dr. Glickenstein, con la voz de John Cleese.
La película Victor Frankenstein (2015) presenta su versión de Igor, interpretado por Daniel Radcliffe, cuya anomalía es causada por un quiste en su espalda que drena Victor Frankenstein.